# Dobreni
Dobreni est une commune roumaine du județ de Neamț, dans la région historique de Moldavie et dans la région de développement du Nord-Est.

## Géographie
La commune de Dobreni est située dans le centre du județ, dans les collines moldaves, au bord de la rivière Cracău, affluent de la Bistrița, à 14 km au nord de Piatra Neamț.
La municipalité est composée des trois villages suivants (population en 1992) :
- Cășăria (286) ;
- Dobreni (1 141), siège de la municipalité ;
- Sărata (189).

## Histoire
En 2005, les villages de Negrești et Poiana se sont séparés de la commune de Dobreni pour former la commune de Negrești.

## Politique
| Période                                  | Période  | Identité       | Étiquette | Qualité |
| ---------------------------------------- | -------- | -------------- | --------- | ------- |
| Les données manquantes sont à compléter. |          |                |           |         |
|                                          | 2012     | Ion Blejuscă   | PDL       |         |
| 2012                                     | 2016     | Dan Ceaușu     |           |         |
| 2016                                     | En cours | Vasilica Crețu | ALDE      |         |

| Parti | Parti                                                 | Sièges |
| ----- | ----------------------------------------------------- | ------ |
|       | Parti social-démocrate (PSD)                          | 4      |
|       | Parti national libéral (PNL)                          | 2      |
|       | Alliance des libéraux et démocrates (ALDE)            | 2      |
|       | Union nationale pour le progrès de la Roumanie (UNPR) | 1      |
|       | Parti Mouvement populaire (PMP)                       | 1      |
|       | Parti national démocrate (PND)                        | 1      |

## Religions
En 2002, la composition religieuse de la commune était la suivante :
- Chrétiens orthodoxes, 99,31 %.

## Démographie
En 2002, la commune comptait 3 674 Roumains (100 %) avec les deux villages qui s'en sont séparés depuis. On comptait à cette date 896 ménages et 900 logements.
| 1992  | 2002  | 2007  |
| ----- | ----- | ----- |
| 1 616 | 3 674 | 1 768 |

## Économie
L'économie de la commune repose sur l'agriculture.

## Communications

### Routes
Dobreni se trouve sur la route nationale DN15C Piatra Neamț-Târgu Neamț.

## Lieux et monuments
- Dobreni, église de l'Assomption de la Vierge (Adormirea Maicii Domnului) de 1880.
- Cășăria, église des Saints Voïvodes de 1832.
- Sărata, église St Dimitri (Sf. Duumitru) de 1752.